# 法耶爾山

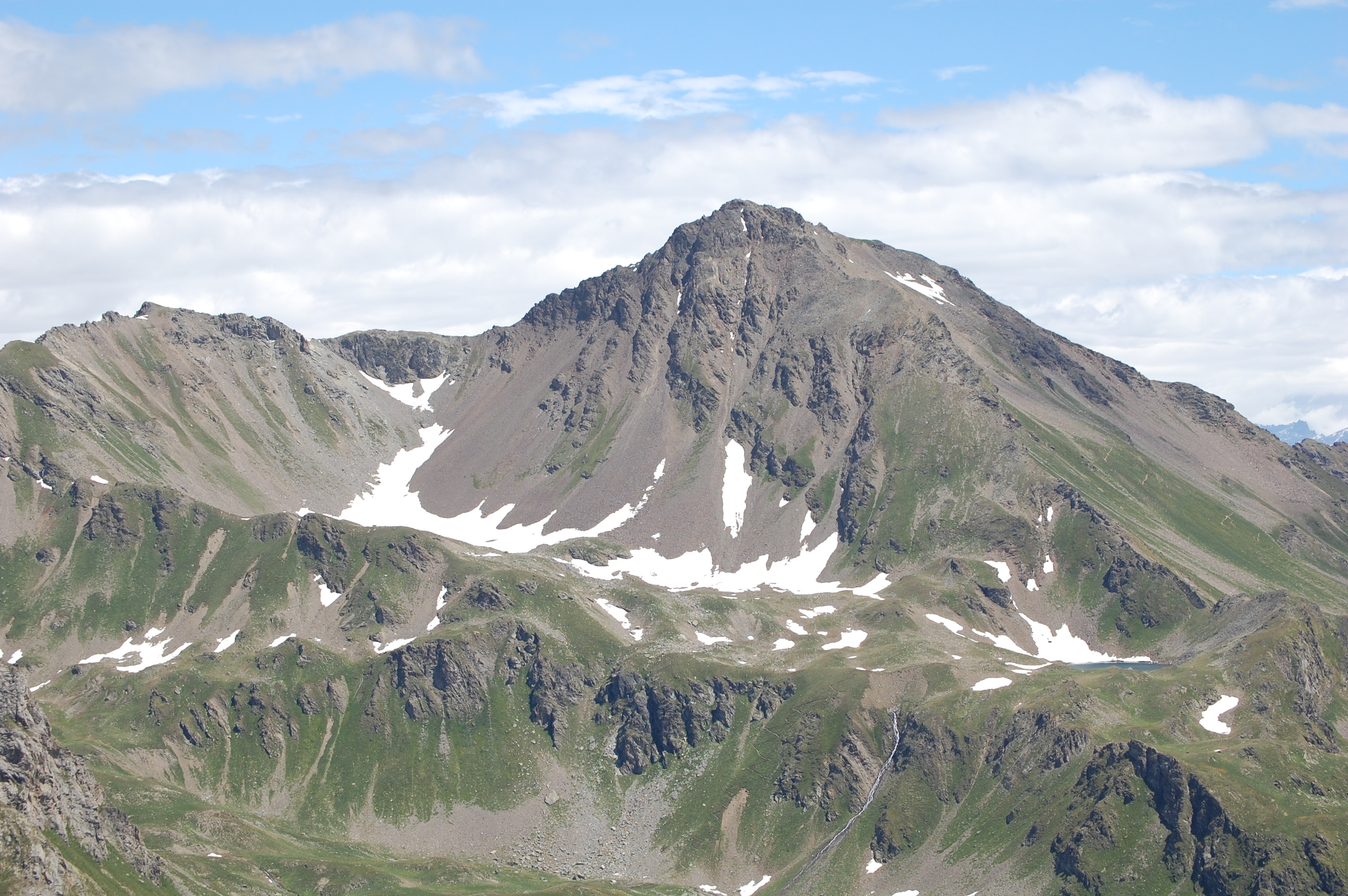

45°46′32″N 7°11′42″E / 45.7755°N 7.1950°E
法耶爾山（義大利語：Mont Fallère），是意大利的山峰，位於該國西北部，由瓦萊達奧斯塔大區負責管轄，屬於本寧阿爾卑斯山脈的一部分，海拔高度3,061米，每年平均降雨量1,303毫米。